# Черніговсько-сіверське князівство
Чернігово-Сіверське князівство — територія у Давній Русі по річці Десні, її притоках та у верхів'ях Оки. Населення становили сіверяни, радимичі та в'ятичі.
У Чернігово-Сіверському князівстві було поєднано 2 князівства: Чернігівське та Новгород-Сіверське. Формально князі Новгород-Сіверського князівства підпорядковувалися Чернігову, а фактично проводили самостійну політику. Деякий час Чернігівським князівством правив Володимир Мономах, але за ухвалою Любецького з'їзду воно та Новгород-Сіверське князівство дісталося Олегові та його нащадкам Ольговичам. Саме тоді з'явилося Чернігово-Сіверське князівство, яке було розділене на 3 уділи (Новгород-Сіверський, Чернігівський та Муромо-Рязанський).
Чернігово-Сіверські князі воювали, особливо, у другій половині ХІІ століття, з половцями. Один з їх походів на чолі з князем Ігорем Святославичем на половців у 1185 році оспіваний у «Слові о полку Ігоревім». 18 жовтня 1239 монголи на чолі з Батиєм захопили князівство. Князівство, розділене на низку уділів, на довгий час потрапило у безпосередню залежність від Золотої Орди.
У 1355—1356 роках Чернігово-Сіверське князівство було звільнене від влади Золотої Орди литовсько-руськими військами під керівництвом литовського князя Ольгерда Гедиміновича. Відомо, що в Чернігові був удільним князем Роман Михайлович (імовірно, з руської династії), а у Новгород-Сіверському син Ольгерда Гедиміновича князь Корибут-Дмитро.
У 1450-х роках Великий князь Литовський Олександр Казимирович надає Новгород-Сіверську землю «для годування» князю-московиту Шемячичу Івану Дмитровичу, який попросив політичного притулку в Литві, тому що ворогував із великим князем Московським Іваном ІІІ. Згодом у 1496 році Великий князь Литовський надає також Чернігів «для годування» князю-московиту. Але вже 1500 року цей князь, вчинивши державну зраду, разом з іншими сіверськими князями-емігрантами з Московії, переходить на державну службу до московського князя Івана III, що спровокувало чергову московсько-литовську війну. У квітні 1500 року Чернігів та Новгород-Сіверський було окуповано московськими військами. За мирним договором 1503 р. всі сіверські міста відійшли до Московської держави.
Лише в 1618 році, згідно з Деулінським перемир'ям, Чернігово-Сіверські землі повернуто Речі Посполитій, а Чернігів став центром Чернігівського воєводства.